# نهر سومش
نهر سومش (1) هو نهر يجري في شمال غربي رومانيا، وهو الرافد الأيسر لنهر تيسا في هنغاريا.:19
يبلغ طول النهر 415 كم، 50 كم منها يجري فيها في هنغاريا؛ وبذلك يكون نهر سومش خامس أطول أنهار رومانيا.